# Sylvia atricapilla
La capinera (Sylvia atricapilla (Linnaeus, 1758)) è un uccello passeriforme della famiglia Sylviidae.

## Descrizione
È un silvide robusto, lungo circa 15 cm, dal piumaggio principalmente grigio. Il maschio ha un capo nero mentre la femmina lo ha marrone chiaro.

## Biologia

### Voce
Il canto è un chiacchiericcio piacevole con alcune note più sonore simili a quelle di un merlo; può essere confuso con quello del beccafico.

### Alimentazione
Si nutre di piccole bacche e di insetti.

### Riproduzione

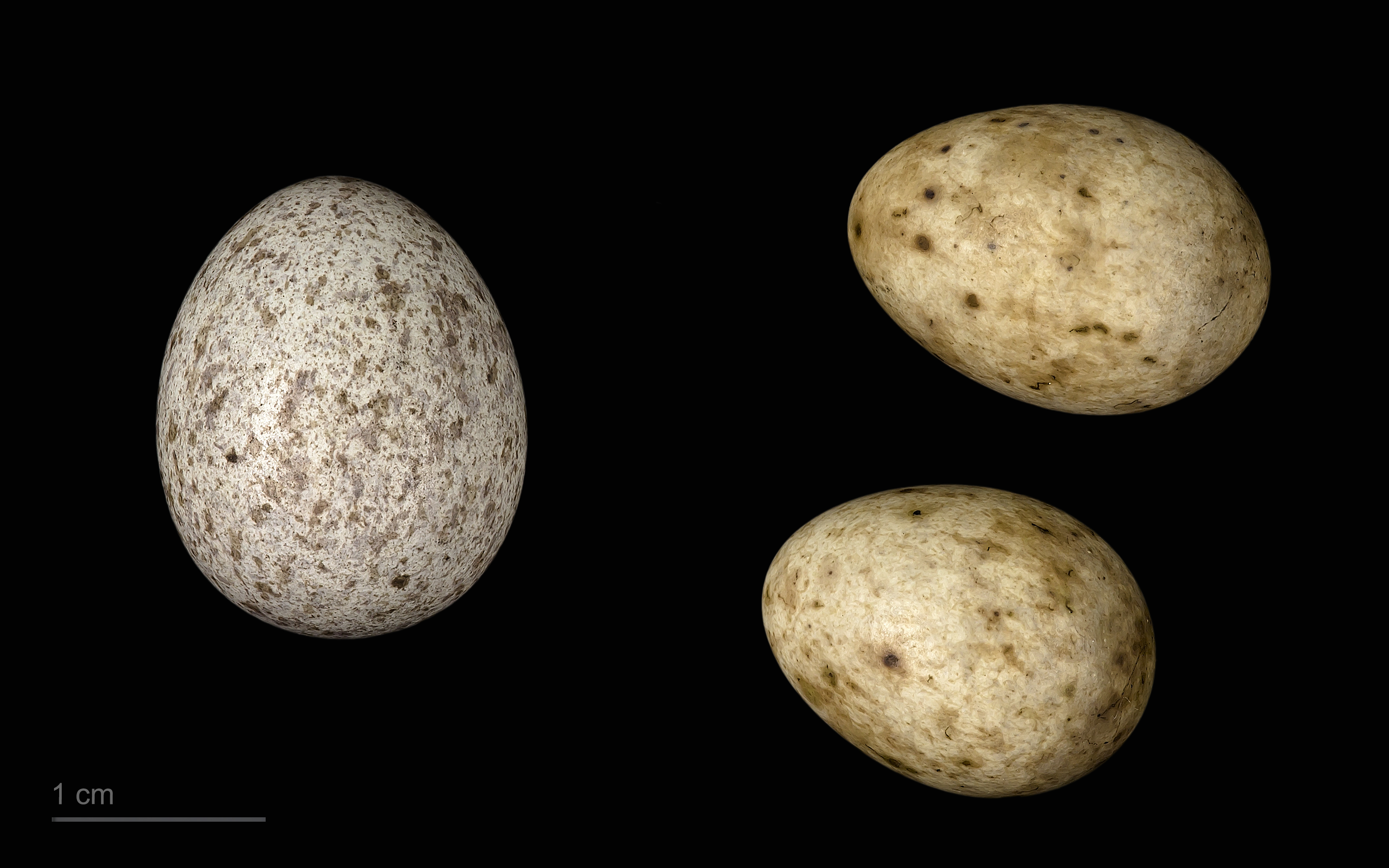
Uovo di Cuculus canorus bangsi in un nido di Sylvia atricapilla Museo di Tolosa

Il nido viene costruito dal maschio e dalla femmina alla base degli arbusti. La capinera vi alleva due covate all'anno di 4-5 uova ciascuna. Entrambi i genitori collaborano nella cova e nell'assistenza ai piccoli che vengono nutriti per una decina di giorni.

## Distribuzione e habitat
La capinera è un uccello parzialmente migratore: alcune popolazioni nidificano in Europa settentrionale e orientale, e svernano in Africa a sud del Sahara, altre nidificano in Europa meridionale, Europa occidentale e nel Maghreb e sono stanziali o migrano a corto raggio, svernano in Africa a nord del Sahara. La popolazione mondiale è stimata intorno al centinaio di milioni di individui.
Tra le popolazioni locali europee, è degna di menzione la sottospecie Sylvia a. heineken che è diffusa nella Penisola iberica, Madeira, Canarie, Marocco, Algeria; differisce dall'italiana Sylvia a. atricapilla per le minori dimensioni, e per il piumaggio più scuro.
Uno sviluppo interessante negli anni recenti è l'abitudine di un certo numero di uccelli dell'Europa centrale di svernare nei giardini dell'Inghilterra meridionale e della Scandinavia. Probabilmente la disponibilità di cibo e l'evitare la migrazione attraverso le Alpi compensano il clima sub-ottimale.
Inoltre un articolo nella rivista Science riporta che gli uccelli che svernano in Inghilterra tendono ad accoppiarsi solo l'un l'altro. Gli autori suggeriscono che la divisione della popolazione in diverse rotte migratorie è stato il primo passo verso l'evoluzione di specie distinte.
È un uccello che predilige boschi ombrosi, parchi e giardini per la nidificazione, in particolare se è presente abbondante sottobosco e cespugli.

## Tassonomia
Sono state descritte le seguenti sottospecie:
- Sylvia atricapilla atricapilla (Linnaeus, 1758) - diffusa dall'Europa alla Siberia
- Sylvia atricapilla gularis Alexander, 1898 - Capo Verde e isole Azzorre
- Sylvia atricapilla heineken  (Jardine, 1830) - penisola iberica, isole Canarie, Madeira e Nord Africa occidentale
- Sylvia atricapilla pauluccii Arrigoni degli Oddi, 1902 - Spagna orientale, Italia centrale e meridionale, Nord Africa centrale
- Sylvia atricapilla dammholzi Stresemann, 1928 - Turchia e Iran